# Steffen Harzer

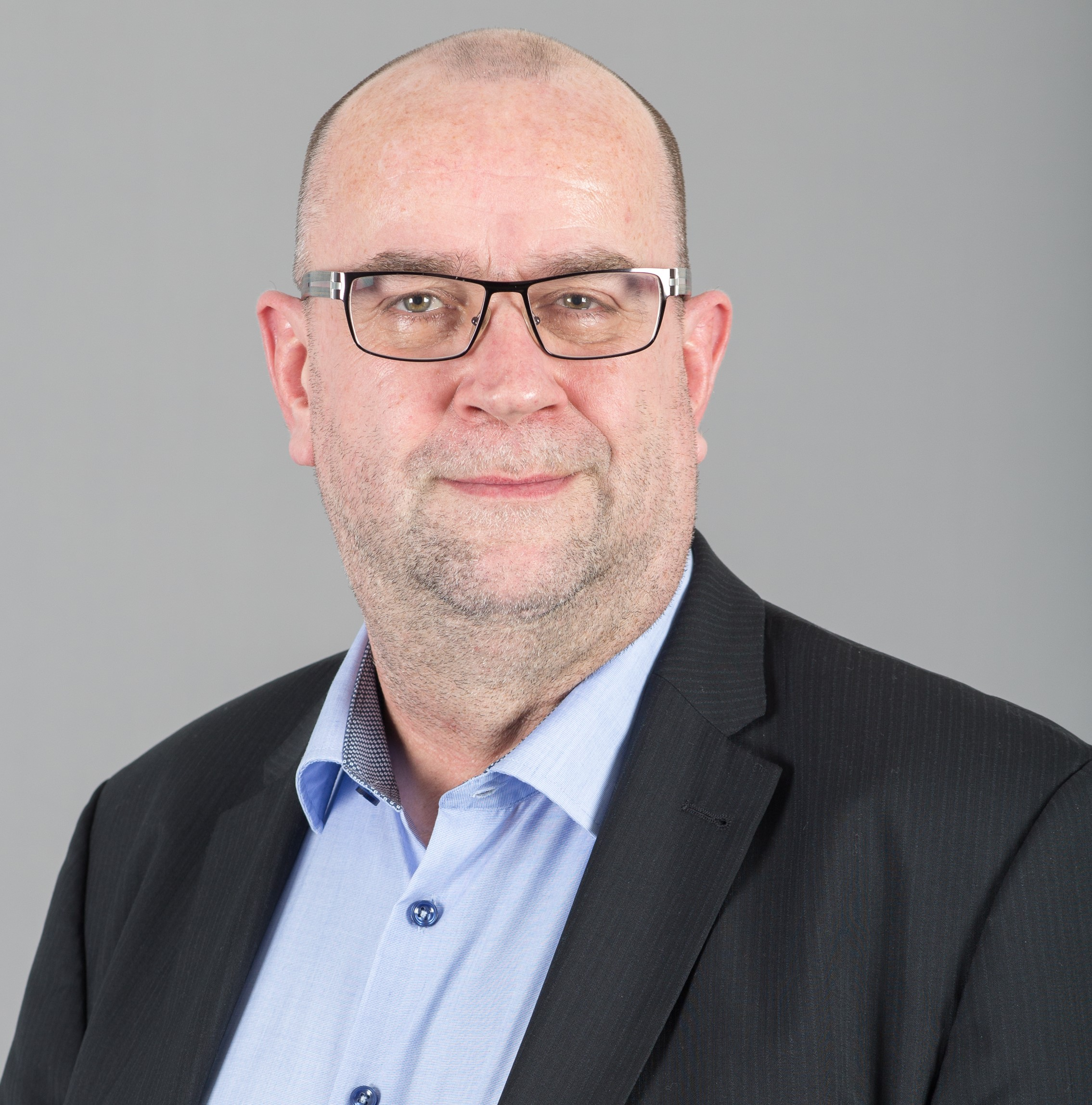
Steffen Harzer (2016)

Steffen Harzer (* 28. August 1960 in Eisfeld) ist ein ehemaliger deutscher Politiker (Die Linke). Er war von 1996 bis 2014 Bürgermeister der Kreisstadt Hildburghausen und von 2014 bis 2019 Mitglied des Thüringer Landtags.

## Leben
Steffen Harzer absolvierte nach dem Schulbesuch zunächst bis 1980 eine Ausbildung zum Werkzeugmacher, an das sich ein Studium des Maschinenbaus anschloss. Zusätzlich erwarb er 1998 einen Abschluss als Verwaltungsfachwirt. Er arbeitete zunächst als Betriebsingenieur im Heizkraftwerk des Fahrzeug- und Jagdwaffenwerk Suhl. 1988 wechselte er als Leiter betrieblicher Versorgungseinrichtungen in die Bezirksnervenklinik Hildburghausen. Anschließend war er Hauptpersonalratsvorsitzender im Thüringer Ministerium für Soziales und Gesundheit und dann Personalratsvorsitzender im Landesfachkrankenhaus für Psychiatrie und Neurologie Hildburghausen.
Seit Oktober 2021 studiert er Kunst, als Zertifikatsstudium, an der Universität Erfurt und betreibt seit August 2021 die Galerie HibuArt in Hildburghausen. Parallel arbeitet er als freischaffender Künstler und ist regelmäßig auf Ausstellungen in Südthüringen präsent. Seit August 2023 unterrichtet Harzer Kunst an der Staatlichen Regelschule Dr. Carl Ludwig Nonne in Hildburghausen.
Harzer ist Vater von vier Kindern.

## Politik
Harzer trat 1980 in die SED ein und kam über ihre Nachfolgeparteien schließlich in die Partei Die Linke. 2010 bis 2016 war er Mitglied des Bundesvorstands der Partei. seit 2020 ist er Mitglied des Bundesausschusses seiner Partei und Kreisvorsitzender in Hildburghausen. Dem Stadtrat von Hildburghausen gehörte er von 1994 bis 1996 und erneut von Juni bis Dezember 2014 und seit 2019 erneut an, dem Kreistag des Kreises Hildburghausen seit 1990. Er ist seit 2004 Mitglied des Verwaltungsrates der Kreissparkasse Hildburghausen und seit 2019 stellvertretender Verwaltungsratsvorsitzender. Von 1996 bis 2014 amtierte er als Bürgermeister von Hildburghausen, womit er der erste PDS-Bürgermeister einer deutschen Kreisstadt wurde.
Bei der Landtagswahl in Thüringen 2014 errang er ein Mandat im Thüringer Landtag über die Landesliste. Im Landtag ist er Sprecher für Energiepolitik und Klimaschutz für die Fraktion DIE LINKE. Bei der Bundestagswahl 2017 kandidierte Harzer erfolglos im Wahlkreis Suhl – Schmalkalden-Meiningen – Hildburghausen – Sonneberg. Nach dem Ergebnis der Landtagswahl in Thüringen 2019 schied er aus dem Parlament aus.

## Mitgliedschaften
Harzer ist Mitglied im Theaterverein, im Ortsfischereiverein, Fußballverein Hildburghausen, WSV Oberhof und VdK. Im Fußballverein FSV 06 Eintracht Hildburghausen war Harzer von 1997 bis 2013 Präsident und im WSV Oberhof von 2017 bis 2019. Im VdK war er, bis 2021 Ortsvorsitzender in Hildburghausen und von 2019 bis 2023 stellvertretender Kreisvorsitzender des VdK-Kreises Thüringen Süd, aus gesundheitlichen Gründen hat er diese Funktion mit der diesjährigen Wahl im VdK-Kreisverband beendet.